# 1672 en musique classique
| \| • Retour à la chronologie générale de la musique classique • \| |
| Grèce • Rome • Haut Moyen Âge • VIIIe siècle • IXe siècle • Xe siècle • XIe siècle XIIe siècle • XIIIe siècle • XIVe siècle • XVe siècle • XVIe siècle • XVIIe siècle XVIIIe siècle • XIXe siècle • XXe siècle • XXIe siècle |
| • Retour à la chronologie générale de la musique classique • |

| Années en musique classique : 1669 - 1670 - 1671 - 1672 - 1673 - 1674 - 1675    |
| Décennies en musique classique : 1640 - 1650 - 1660 - 1670 - 1680 - 1690 - 1700 |

## Événements
- Jean-Baptiste Lully  achète à Perrin le privilège royal de représenter des « pièces de théâtre en musique ». Il obtient ainsi le monopole des représentations musicales. Tout autre promoteur se doit d'obtenir une autorisation spéciale.
- La Comtesse d'Escarbagnas, comédie-ballet de Marc-Antoine Charpentier et Molière.
- Le Mariage forcé, comédie-ballet de Marc-Antoine Charpentier et Molière.
- Le Médecin malgré lui, comédie de Marc-Antoine Charpentier.
- novembre : Les Fêtes de l'Amour et de Bacchus, pastorale de Jean-Baptiste Lully représentée au Jeu de Paume du Bel-Air à Paris.

## Naissances

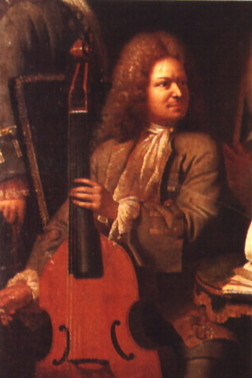
Antoine Forqueray.

- 16 janvier : Francesco Mancini, compositeur et organiste italien († 22 septembre 1737).
- 17 janvier : Antoine Houdar de La Motte, librettiste français († 26 décembre 1731).
- 6 avril : André Cardinal Destouches, compositeur français († 7 février 1749).
- 11 juin : Francesco Antonio Bonporti, prêtre, violoniste et compositeur italien († 19 décembre 1749).
- 8 septembre : Nicolas de Grigny, organiste français († 30 novembre 1703).
- septembre : Antoine Forqueray, compositeur français († 28 juin 1745).

Date indéterminée :
- Louis Fuzelier, auteur dramatique, librettiste, poète, chansonnier et goguettier français († 19 septembre 1752).
- Antoine de Laroque, librettiste français († 3 octobre 1744).
- Georg Caspar Schürmann, compositeur allemand († 25 février 1751).

## Décès

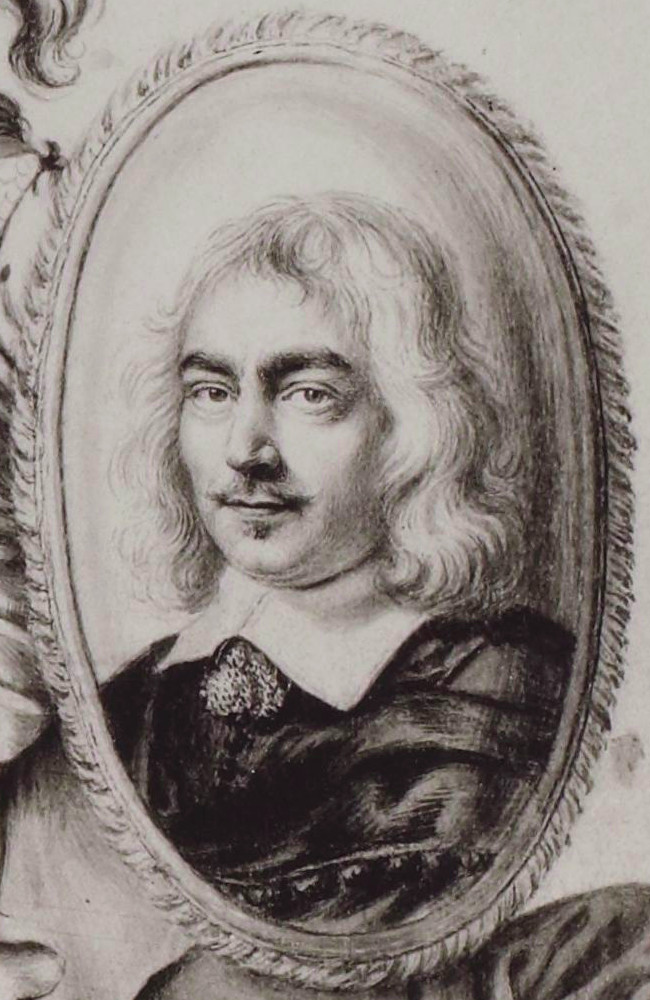
Denis Gaultier

- Janvier : Denis Gaultier, luthiste et compositeur français (° 1603).
- 17 juin : Orazio Benevoli, compositeur italien (° 19 avril 1605).
- 13 juillet : Henry Cooke, compositeur, chanteur et comédien anglais (° 1616).
- 26 septembre : Thomas Gobert, prêtre et compositeur français (° au début du XVIIe siècle).
- 6 novembre : Heinrich Schütz, compositeur allemand (° 8 octobre 1585).

Date indéterminée :
- Jacques Champion de Chambonnières, compositeur et claveciniste français (° vers 1601).